# Rana kandiana
Espèce
"Rana" kandiana est une espèce d'amphibiens de la famille des Ranidae dont la position taxonomique est incertaine (incertae sedis).

## Répartition
Cette espèce a été découverte au Sri Lanka.

## Publication originale
- Kelaart, 1854 : Description of new or little-known species of reptiles collected in Ceylon. Annals and Magazine of Natural History, sér. 2, vol. 13, p. 25-30 (texte intégral).